# 나긴
《나긴》(힌디어: नागिन, 영어: Naagin)는 2015년부터 현재까지 방영된 인도의 텔레비전 드라마이다.